# Американски гребенести змии
Американските гребенести змии (Helicops) са род влечуги от семейство Смокообразни (Colubridae).
Таксонът е описан за пръв път от Йохан Георг Ваглер през 1828 година.

## Видове
- Helicops alleni
- Helicops angulatus
- Helicops apiaka
- Helicops bangweolicus
- Helicops carinicaudus
- Helicops danieli
- Helicops gomesi
- Helicops hagmanni
- Helicops infrataeniatus
- Helicops leopardinus
- Helicops modestus
- Helicops nentur
- Helicops pastazae
- Helicops petersi
- Helicops polylepis
- Helicops scalaris
- Helicops tapajonicus
- Helicops trivittatus
- Helicops yacu